# 아니발 트로일로

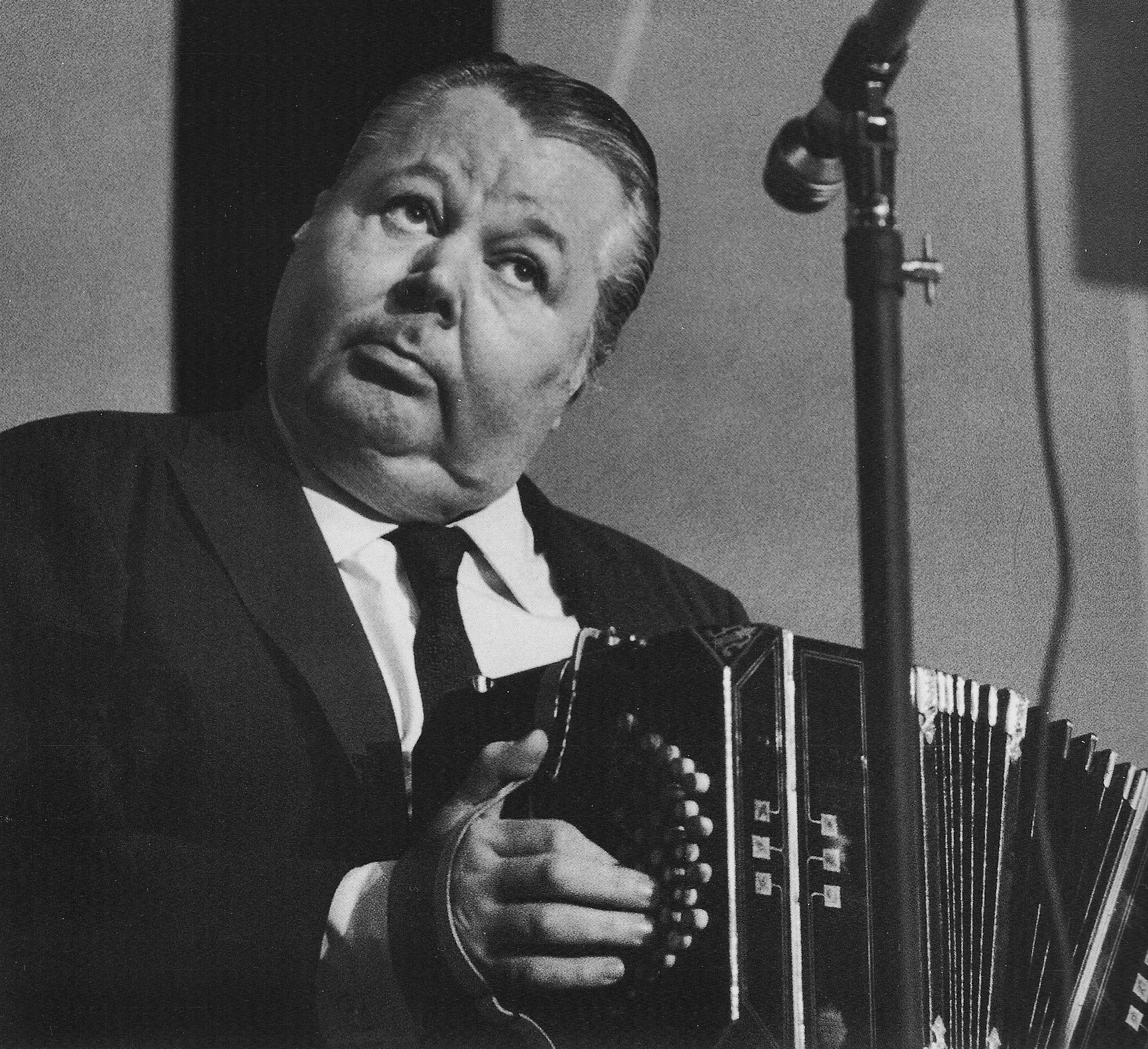
1971년

아니발 트로일로(Aníbal Troilo, 1914년 7월 11일 ~ 1975년 5월 18일)는 지휘자·반도네온 주자·작곡가이다.  1914년 태생으로 탱고계 최고의 반도네온 주자로서 알려졌으며 '피추코'의 애칭으로 불렸다. 1928년에 반도네온 주자로 탱고계에 데뷔하였다. 후안 마그리오나 훌리오 데 카로 등의 악단을 거쳐 1937년에 독립, 자기 악단을 조직하였다. 1940년대에는 피오렌티노, 에드문드 리베로, 알베르토 마리노 등의 일류가수를 맞아들여 명성을 떨쳤다. 트로일로 자신의 독특한 반도네온 솔로를 중심으로 풍부한 하모니에 새 감각을 곁들인 연주는 당시 탱고의 대표적인 악단으로서 인기를 굳혔으며 크게 활약하였다.  작품에는 <우나 칸시온>, <체 반도네온>, <라 트럼펠라>, <레스폰소> 등의 히트곡이 많이 있다.